# 묵도

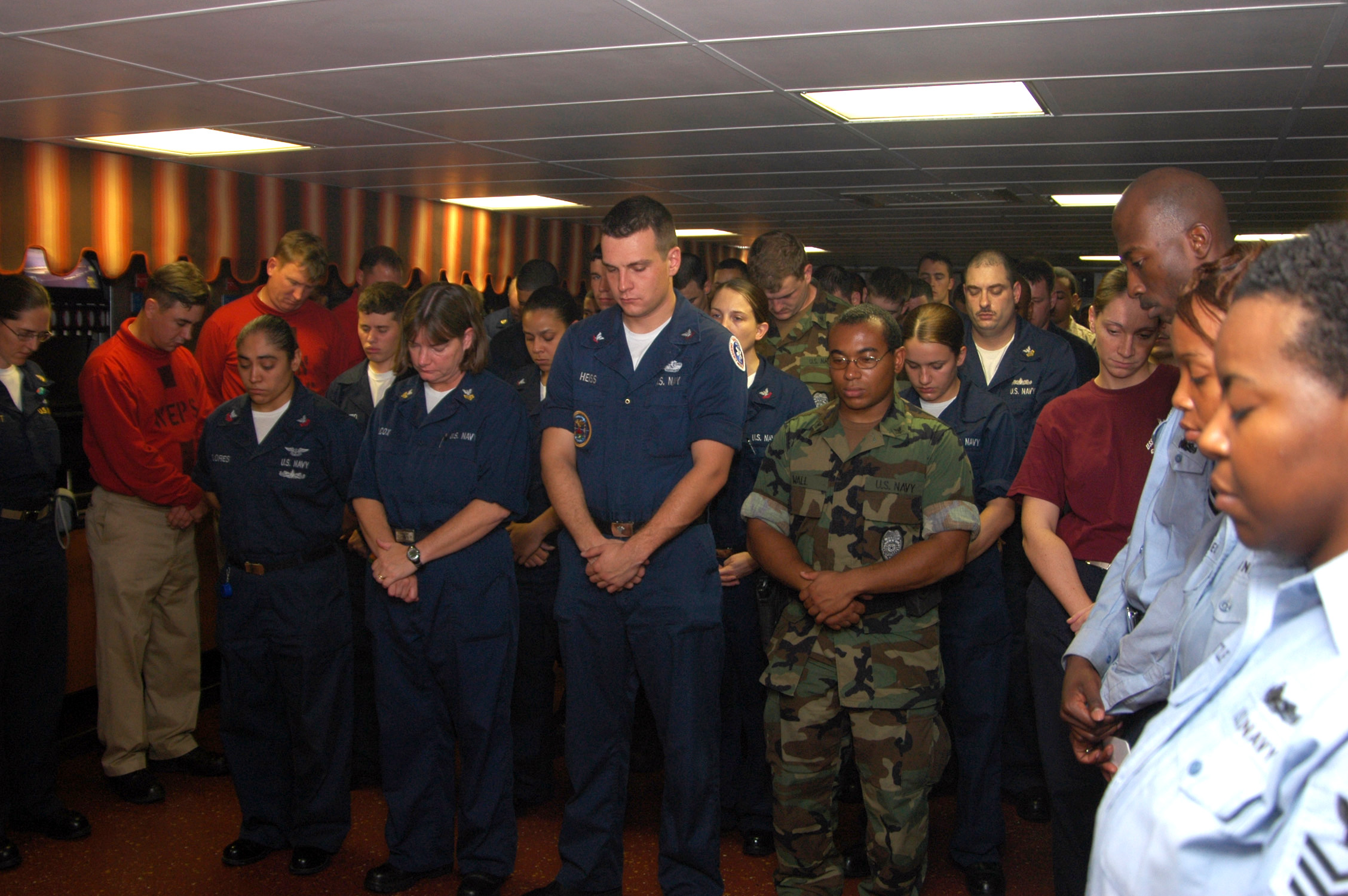
묵념하는 사람들

묵도(默禱)는 소리를 내지 않고 기도를 드리는 것이다. 합장과 눈감아 가볍게 머리를 낮추는 행위를 수반하기도 한다

## 같이 보기
- 기도
- 나이칸 (内観) - 일본에서 만들어진 자아성찰 방법
- 명상
- 생각
- 시민 종교
- 영령 기념일
- 예배